# 阿歷山大·施利加
阿歷山大·施利加（英語：Aleksander Šeliga，1980年2月1日—），是一名斯洛文尼亞足球运动员，司职守門員，目前效力荷甲球队鹿特丹斯巴達。

## 榮譽

### NK Celje
- 斯洛文尼亞盃: 2004-05

## 連結
- Player profile[永久]
- Player profile （页面存档备份，存于）